# Marcin Owczarski
Marcin Owczarski (ur. 7 czerwca 1980 w Trzciance) – były polski siatkarz, grający na pozycji atakującego, w Polskiej Lidze Siatkówki zawodnik Gwardii Wrocław, Jokera Piła i Jadaru Sport Radom. Od sezonu 2013/2014 II trener żeńskiego zespołu BKS Aluprof Bielsko-Biała.
Treningi w piłce siatkowej rozpoczął w Jokerze Piła. Potem grał w Rzeszowie, będąc uczniem miejscowego SMS-u. Następnie był zawodnikiem Okocimskiego Brzesko, Gwardii Wrocław, BBTS Bielsko-Biała. 26 października 2002 roku ponownie został graczem wrocławskiego zespołu. W barwach tego klubu zadebiutował w rozgrywkach Polskiej Ligi Siatkówki. W sezonie 2002/2003 rozegrał 20 spotkań ligowych, zdobywając w nich 92 punkty. Z wrocławianami w końcowej klasyfikacji ekstraklasy uplasował się na 7. miejscu. Na następną edycję rozgrywek klubowych przeniósł się do Jokera Piła. W 2005 roku z zespołem wywalczył 1. miejsca w I lidze i awansował do Polskiej Ligi Siatkówki. W tym samym roku otrzymał powołanie do reprezentacji kraju. Przed sezonem 2006/2007 podpisał kontrakt z Jadarem Sport Radom. W sezonie 2011/2012 i 2012/2013 zawodnik TKS Tychy, w którym zakończył karierę zawodniczą. W sezonie 2013/2014 został II trenerem zespołu BKS Aluprof Bielsko-Biała występującego w ORLEN Lidze.

## Wyróżnienia
- W 2006 roku zajął 3. miejsce w XXX Plebiscycie na Najpopularniejszego Sportowca Regionu Pilskiego i Trenera Roku.

## Życie prywatne
- Ma córkę Kamilę i syna Bartosza.